# Bassakkordeon
Das Bassakkordeon ist ein Akkordeon, das nur eine Diskantseite besitzt. Diese klingt aber wesentlich tiefer als bei der Normalausführung.
Verwendet werden Bassakkordeons hauptsächlich im Akkordeonorchester. Die Ansprache (Reaktionszeit) der Töne ist länger, ähnlich wie bei anderen Bassinstrumenten. Ein Melodiespiel ist daher nur bedingt möglich.
Stimmplatten und Stimmstöcke für tiefe Töne sind wesentlich größer als für höhere Töne, sie brauchen im Instrument viel Platz.
Die Kanzellen (Tonkammern) sind gefaltet aufgebaut, damit die Ansprache und der Klang befriedigend sind. Die Faltung verlängert die Tonkammer. Damit wird erreicht, dass die Resonanzfrequenz der Kanzelle in einen günstigeren Bereich fällt.